# Rubén Velázquez
Pour les articles homonymes, voir Velázquez (homonymie).
Rubén Darío Velásquez (né le 18 décembre 1975 à Pueblo Rico en Colombie) est un joueur de football international colombien, qui évolue au poste de milieu de terrain.

## Biographie

### Carrière en sélection
Avec l'équipe de Colombie, il dispute 13 matchs (pour aucun but inscrit) entre 1996 et 2007. Il figure notamment dans le groupe des sélectionnés lors de la Coupe des confédérations de 2003. Lors de cette compétition organisée en France, il joue quatre matchs : contre la France, Nouvelle-Zélande, le Cameroun et la Turquie. Son équipe se classe 4e du tournoi.
Il dispute également la Gold Cup de 2003 avec la sélection colombienne.

## Palmarès
| Atlético Nacional - Championnat de Colombie (2) : - Champion : 1994 et 2003 (Ouverture). |  | Once Caldas - Copa Libertadores (1) : - Champion : 2004. |